# Братья Куфферат
Братья Куфферат (нем. Kufferath) — семья немецких музыкантов, родившихся в городе Мюльхайм-ан-дер-Рур.
Наиболее известны:
- Иоганн Герман Куфферат (1797—1864) — композитор и дирижёр
- Луи Куфферат (1811—1882) — композитор и дирижёр
- Хуберт Фердинанд Куфферат (1818—1896) — композитор и музыкальный педагог

Кроме того, Карл Теодор Куфферат (1801—1865) преподавал в Дуйсбурге, Фридрих Вильгельм Теодор Куфферат (1816—1885) — в Кёльне, виолончелист Герман Куфферат (1802—1886) и музыкальный педагог Генрих Куфферат (1807—1882) работали в родном городе.
К следующему поколению семьи принадлежали музыковед Морис Куфферат (сын Хуберта Фердинанда) и его сестра Антония (камерная певица), пианист Юлиус Куфферат (сын Генриха) и сыновья Германа: Август Куфферат (пианист в Бонне) и Вильгельм Куфферат (виолончелист и дирижёр в Ольденбурге).